# 강초원
강초원(1990년 5월 14일 ~ )은 대한민국의 스타크래프트 II 프로게이머이다. San이라는 아이디를 사용한다. 종족은 프로토스이다.

## 역사
2010년 제니스 클랜에 소속되어 활동하면서 스타크래프트2 게이머의 모습을 드러냈으며 2011년 1월 NS 호서 팀에 소속되어서 활동하였다. GSL 시즌1에서 16강, GSL 시즌2에서 32강의 성적을 거두었다. 이어지는 정규시즌 소니 에릭슨 글로벌 스타크래프트 II 리그 January에서 Code S 리거로써 32강에 올랐으며, 2세대 인텔 코어 글로벌 스타크래프트 II 리그 March에서 우승후보들을 제치고 4강에 올라갔다. 2011년 LG 시네마 3D 글로벌 스타크래프트 II 리그 월드 챔피언십 서울 경기를 이전으로 해 GSL 포인트 5위를 확보해 한국대표로 LG 시네마 3D 글로벌 스타크래프트 II 리그 월드 챔피언십 서울에 출전기회를 얻었고,정종현에게 4강에서 패배해 4강에 머물렀다.
2012년 12월 27일 아주부에 입단하였고 2013년 8월 30일 팀에서 탈퇴했다.
2013년 10월 1일 대만 프로게임단인 Yoe Flash Wolves 입단을 발표했다.
2015년 9월 2일 yoe Flash Wolves와의 결별을 공식 발표, 무소속 신분이 되었다.

## 수상 경력
프리미어 개인리그 우승 1회, 준우승 3회
- 2010년 TG-Intel 스타크래프트 II OPEN Season 1 16강
- 2010년 소니 에릭슨 스타크래프트 II OPEN Season 2 32강
- 2011년 소니 에릭슨 글로벌 스타크래프트 II 리그 Jan. Code S 32강
- 2011년 인텔 글로벌 스타크래프트 II 리그 Mar. Code S 4강
- 2011년 LG 시네마 3D, 인텔코리아 글로벌 스타크래프트 II 리그 월드 챔피언쉽 서울 WC 4강
- 2011년 LG 시네마 3D, 인텔코리아 글로벌 스타크래프트 II 리그 May Code S 32강
- 2011년 LG 시네마 3D, 인텔코리아 슈퍼 토너먼트 64강
- 2011년 PEPSI 글로벌 스타크래프트 II 리그 July Code A 32강
- 2012년 핫식스 2012 글로벌 스타크래프트 II 리그 시즌 5 Code A 48강
- 2012년 옥션 올킬 스타리그 2012 16강
- 2012년 MLG 2012 Fall Season Championship 24강
- 2013년 2013 WCS Korea Season 1 챌린저리그 48강
- 2013년 ASUS ROG Summer 2013 준우승
- 2013년 TeSL 2012 - 2013: Second Half Season 2 우승
- 2013년 2013 WCS 유럽 시즌 2 챌린저리그 16강
- 2013년 2013 WCS 유럽 시즌 3 챌린저리그 16강
- 2013년 IEM Season VIII - New York 8강
- 2013년 IEM Season VIII - Singapore 준우승
- 2013년 2013 ASUS ROG Tournament - NorthCon 2013 8강
- 2013년 Fragbite Masters 16강
- 2013년 Dailymotion Cup 2013 우승
- 2013년 TeSL 2013-2014 Season 2 우승
- 2014년 ASUS ROG Winter 2014 우승
- 2014년 IEM Season VIII - World Championship 8강
- 2014년 2014 WCS 유럽 시즌 1 프리미어리그 4강
- 2014년 2014 핫식스 GSL 글로벌 토너먼트 4강
- 2014년 TeSL 2013-2014 Season 3 우승
- 2014년 Fragbite Masters 2014 Spring 16강
- 2014년 2014 DreamHack Open: Summer 4강
- 2014년 2014 WCS 유럽 시즌 2 프리미어리그 준우승
- 2014년 IEM Season IX - Shenzhen 8강
- 2014년 2014 Red Bull Battle Grounds: Detroit 8강
- 2014년 2014 KeSPA컵 8강
- 2014년 2014 WCS 유럽 시즌 3 프리미어리그 4강
- 2014년 2014 WCS 글로벌 파이널 8강
- 2014년 2014 DreamHack Open: Winter 8강
- 2014년 2015 스타크래프트 II 스타리그 시즌 1 챌린지 32강
- 2015년 2015 글로벌 스타크래프트 II 리그 시즌 1 코드 S 32강
- 2015년 IEM Season IX - Taipei 16강
- 2015년 2015 스베누 글로벌 스타크래프트 II 리그 시즌 2 코드 A 48강
- 2015년 Gfinity Spring Masters II 16강
- 2015년 2015 DreamHack Open: Tours 16강
- 2015년 3rd Hong Kong Esports Tournament 4강
- 2015년 롯데홈쇼핑 2015 KeSPA컵 시즌2 16강
- 2015년 스베누 스타크래프트 II 스타리그 2015 시즌3 챌린지 24강
- 2015년 2015 DreamHack Open: Valencia 32강
- 2015년 2015 핫식스 글로벌 스타크래프트 II 리그 시즌 3 코드 A 48강